# Larpurlartizam
Larpurlartizam (od francuskog "l'art pour l'art"; umjetnost radi umjetnosti), je estetski smjer zasnovan na tezi da su stil i umjetnička djela sama sebi svrha i da ne trebaju objašnjenja ili pravila. 
Pojam i naziv prvi je put upotrijebio Theophile Gautier 1835. u Francuskoj da bi označio umjetnost oslobođenu od vjerskih i etičkih stega, a kao reakciju na građanski utilitarizam.